# Василенко Володимир Андрійович
Володи́мир Андрі́йович Василе́нко (16 січня 1937, Київ — 9 жовтня 2023, Київ) — український правознавець-міжнародник, заслужений юрист України, Надзвичайний і Повноважний Посол України, доктор юридичних наук, професор. З 2006 по 2010 — представник України в Раді ООН із прав людини. У 2018 році обраний аудитором НАБУ за квотою Верховної Ради.

## Життєпис
Закінчив юридичний факультет Київського державного університету ім. Т. Г. Шевченка у 1959 році та аспірантуру за спеціальністю «Міжнародне право» у 1964 році.
У 1972—1992 рр. був науковим консультантом Міністерства закордонних справ України з правових питань. Наприкінці 1989 року брав участь у виробленні юридичних підвалин економічної самостійності України. Навесні 1990 року підготував перший проєкт Декларації про державний суверенітет України, надалі як консультант Верховної Ради України брав участь у виробленні остаточного варіанта Декларації.
З 1992 року — посол у країнах Бенілюкс, а також представник України при Європейському Союзі та НАТО.
У 1998—2002 рр. — посол у Великій Британії і за сумісництвом в Ірландії.
У 1991—2009 рр. неодноразово брав участь у роботі Генеральної Асамблеї ООН як експерт, радник, заступник члена делегації й член делегації України, представляючи Україну в Третьому (питання прав людини) та Шостому (юридичні питання) комітетах.
У 2001 році обраний Генеральною Асамблеєю ООН до Міжнародного Кримінального Трибуналу з колишньої Югославії, де працював суддею до січня 2005 року.
З 2006 року по 2010 рік — представник України в Раді ООН із прав людини.
У 2008 Уповноважений України в Міжнародному Суді ООН під час розгляду справи Румунія проти України.
Делегат Установчого з'їзду Народного Руху України, член редакційної комісії з'їзду, член першого складу Великої ради НРУ.
Член Народного Комітету захисту України.
Перебував в лавах Української народної партії від 2005 року.
7 червня 2018 Верховна Рада України обрала Володимира Василенка одним із трьох аудиторів Національного антикорупційного бюро України.
Донькою Володимира Василенка є Василенко Леся Володимирівна (нар. 1987), юристка, правозахисниця, громадська та політична діячка, депутат Верховної Ради IX скликання, засновниця правозахисної організації «Юридична Сотня».

## Нагороди
- Орден «За заслуги» III ст.  (1997)
- Орден «За заслуги» II ст. (2001)
- Орден «За заслуги» I ст. (2007)
- Орден Данила Галицького (2009)

## Праці, публікації
- Василенко В. Голодомор 1932—1933 років в Україні як злочин геноциду: правова оцінка. — К.: Вид-во імені Олени Теліги, 2009. — 48 с. — ISBN 978-966-355-027-5 [Архівовано 10 травня 2011 у Wayback Machine.]
- Володимир Василенко: Участь у роботі Ради з прав людини ООН підтверджує цивілізаційну орієнтацію України
- Володимир Василенко: «Лише членство України в НАТО приведе до нормалізації українсько-російських відносин»
- Рух і формування концептуальних засад зовнішньої політики незалежної України
- Вихід на довгу дорогу до свободи
- Які мови в Україні потребують особливого захисту. Колізія між національним законом і міжнародними зобов'язаннями держави Володимир Василенко[недоступне посилання з травня 2019]